# Tournoi International de l'Expo Universelle de Paris 1937
O Tournoi International de l'Exposition Universelle de Paris 1937 (em português, algo como Torneio Internacional da Exposição de Paris de 1937) foi um torneio amistoso internacional de futebol disputado na cidade de Paris entre os dias 30 de maio a 6 de junho de 1937[carece de fontes?], como um dos eventos da Exposição Internacional de Artes e Técnicas Aplicadas à Vida Moderna, também realizada na capital francesa naquele período. Este torneio ficou conhecido no Brasil como Torneio da Exposição de Paris ou Torneio de Paris.
Considerando a importância das nações participantes – incluindo a primeira vez oficial de um clube dos então "mestres" ingleses, inventores do futebol moderno – este torneio contribuiu para o desenvolvimento de eventos de futebol em nível continental.
O torneio foi vencido pelo clube italiano do Bologna., que derrotou o Chelsea na final por 4x1

## Participantes
- FK Austria Wien: campeão da Mitropa Cup de 1936, vice-campeão do Campeonato Austríaco de 1936-37
- Bologna: Campeão da Copa da Itália de 1936-37
- Chelsea FC: 13o lugar no Campeonato Inglês de 1936-37
- VfB Leipzig: campeão da Copa da Alemanha de 1936
- Olympique de Marseille: campeão do Campeonato Francês de 1936-37
- Phöbus FC Budapest: 4o lugar no Campeonato Hungaro de 1936-37
- Slavia Prague: campeão do Campeonato da Tchecoslováquia de 1936-37
- FC Sochaux: campeão do Copa da França de 1936-37, Vice-campeão do Campeonato Francês de 1936-37

## Resultados

### Quartas-de-final
| Data               | Local      | Equipe 1        | Placar Final | Equipe 2               | Observações                            |
| 30 de maio de 1937 | Le Havre   | FK Austria Wien | 2 - 0        | VfB Leipzig            |                                        |
| 30 de maio de 1937 | Strasbourg | Slavia Prague   | 2 - 1        | Phöbus FC Budapest     |                                        |
| 30 de maio de 1937 | Antibes    | Chelsea FC      | 1 - 1        | Olympique de Marseille | Chelsea classificado via cara ou coroa |
| 30 de maio de 1937 | Paris      | Bologna         | 4 - 1        | FC Sochaux             |                                        |

### Semi-finais
| Data               | Local | Equipe 1   | Placar Final | Equipe 2        |
| 3 de junho de 1937 | Paris | Chelsea FC | 2 - 0        | FK Austria Wien |
| 3 de junho de 1937 | Lille | Bologna    | 2 - 0        | Slavia Prague   |

### Disputa do 3o Lugar
| Data               | Local      | Equipe 1      | Placar Final | Equipe 2        |
| 6 de junho de 1937 | Saint-Ouen | Slavia Prague | 3 - 0        | FK Austria Wien |

### Final
| 06 de junho de 1937 | Bologna                                             | 4 – 1 | Chelsea        | Stade Olympique Yves-du-Manoir, Colombes Público: |
|                     | Carlo Reguzzoni 15', 31', 65' · Giovanni Busoni 20' |       | Sam Weawer 72' |                                                   |

| - Bologna: Carlo Ceresoli, Dino Fiorini, Felice Gasperi, Mario Montesanto, Michele Andreolo, Giordano Corsi, Giovanni Busoni, Raffaele Sansone, Angelo Schiavio, Francisco Fedullo, Carlo Reguzzoni. Treinador: Árpád Weisz. | - Chelsea FC: Alex Jackson, Ned Barkas, George Barber, Billy Mitchell, Allan Craig, Sam Weaver, Dick Spence, Jimmy Argue, Joe Bambrick, George Gibson, Ernest Reid. Treinador: Leslie Knighton. |